# Nohema Fernández
Nohema Fernández (L'Havana (Cuba), 23 de maig, 1944), és una pianista estatunidenca d'origen cubà.

## Primers anys i educació
Nohema Fernández va començar els seus estudis musicals formals amb el famós professor César Pérez Sentenat, continuant més tard amb María Jones de Castro al Conservatori Internacional de l'Havana. Va fer diversos recitals entre els 11 i els 16 anys, i després va debutar al Teatro Nacional quan tenia setze anys. Amb el seu germà José Pedro va arribar als Estats Units a través de l'Operació Peter Pan, arribant el 1961; els seus pares els van seguir gairebé un any després. Va continuar els seus estudis musicals als Estats Units. Va obtenir una llicenciatura en música de piano a la Universitat DePaul el 1965 i un màster en música, també en piano, a la Universitat Northwestern l'any següent. El 1983 va obtenir un doctorat en arts musicals a la Universitat Stanford. Entre els seus professors hi havia Gui Mombaerts, Adolph Baller i Vronsky & Babin.

## Carrera
El seu debut americà va ser el 1987 al Weill Recital Hall del Carnegie Hall. Durant la seva carrera ha actuat arreu dels Estats Units i Europa, apareixent en llocs com el Concertgebouw Klein Zaal d'Amsterdam, el Reid Hall d'Edimburg i el Brahmssaal del Musikverein de Viena. Ha actuat com a solista amb orquestres arreu dels Estats Units, incloent-hi les orquestres simfòniques d'Owensboro, Tucson, Chattanooga, Grand Junction, Billings, Olympia, Saginaw i Dubuque. A Seül, va gravar Mômo Precoce (H. Villalobos) en un concert en directe amb la Filharmònica de Seül. Com a destacada defensora de la música per a piano de compositors espanyols i llatinoamericans, va rebre la beca NEA Solo Recitalist Fellowship el 1989 i La Rosa Blanca del Patronato José Martí (Los Angeles) el 1996.
De 1990 a 2001, Fernández va ser professora de música a l'Escola de Música i Dansa de la Universitat d'Arizona; l'any 2000 va ser nomenada cap interina del departament d'arts mediàtiques de la Facultat de Belles Arts d'aquesta institució. Va exercir com a degana de la "Claire Trevor School of the Arts" de la Universitat de Califòrnia, Irvine del 2003 al 2008 abans de jubilar-se.

## En cinema
Un enregistrament de Fernández de la Berceuse Campesina d'Alejandro García Caturla es va incloure a la banda sonora de la pel·lícula La ciutat perduda a petició del seu director, Andy García.